# Топографо-геодезична і картографічна діяльність
Топо́графо-геодези́чна і картографі́чна дія́льність — наукова, виробнича, управлінська та інша діяльність юридичних і фізичних осіб, спрямована на вивчення параметрів фігури Землі, створення державної астрономо-геодезичної і гравіметричної мереж України, гео:інформаційних систем, топографічних та кадастрових карт (планів).